# Крістофер Дорнер
Крістофер Дорнер (англ. Christopher Dorner) — американський колишній солдат, колишній поліцейський. Звільнений з роботи 2009 року. Після цього Крістофер звинуватив колег у расизмі та корупції, про що написав у своєму маніфесті. 3 лютого 2013 Дорнер вбив людей та втік на автомобілі. Після цього злочину було розпочато масштабне полювання на нього . 12 лютого його будинок підпалили поліцейські, які боялися увійти в будинок, унаслідок якого Дорнер загинув.

## Нагороди
За свою службу у військових підрозділах Дорнер отримав такі нагороди:
|  | Медаль за службу національній обороні (США)                 |
|  | Медаль за Іракську кампанію (США)                           |
|  | Медаль за службу у війні з тероризмом (США)                 |
|  | Відзнака за службу в морі (США)                             |
|  | Відзнака за службу за кордоном (США)                        |
|  | Медаль за службу в резерві Збройних силах (США)             |
|  | Медаль Берегової Охорони США за влучну стрільбу з гвинтівки |
|  | Медаль Берегової Охорони США за влучну стрільбу з пістолета |

## Маніфест
Перед тим як вдатись до серії убивств та втечі від поліції, Дорнер опублікував детальний матеріал на своїй сторінці у Фейсбуці, на початку лютого 2013, описуючи свою передісторію, мотивуючі чинники та плани. Цей матеріал називають «маніфестом Дорнера». Телестанція KTLA в Лос-Анджелесі опублікувала скориговану його версію, в якій цензурувала імена, проголошені в оргіналі маніфесту (включно із персонами, відомими в місцевому медіа), тим самим зробивши текст документу важким для розуміння.
В маніфесті Дорнер розповідає про те, як його звільнили з посади в поліції Лос-Анджелеса за звинувачення своєї колеги офіцера Еванс у застосуванні насильства щодо підозрюваного, не зважаючи на те, що сам підозрюваний та деякі інші свідки під присягою засвідчили, що факт насилля (удари ногою в область обличчя) з боку пані Еванс відбувся. В маніфесті Дорнер вимагав від поліцейських Лос-Анджелеса публічного зізнання у вчиненні помсти щодо нього за його скарги щодо фактів насилля, расизму та корупції в поліції.
9 лютого 2013 року поліцейський департамент Лос Анджелеса анонсував, що дисциплінарні провадження з роз'яснення подій, що призвели до звільнення Дорнера з поліції, будуть відновлені.

## Цікаві факти
1. 10 лютого 2013 року влада Каліфорнії оголосила нагороду в розмірі 1 мільйона доларів за інформацію про місцеперебування Дорнера. Ця цифра є найбільшою в історії Лос-Анджелеса.
2. В 2002 році Дорнер з однокласником знайшли валізу з $8,000, які належали Енідській Корейській церкві Благодаті в місті Енід штату Оклахома. Вони віддали валізу до поліції.